# Miomantis gracilis
Miomantis gracilis är en bönsyrseart som beskrevs av Karsch 1892. Miomantis gracilis ingår i släktet Miomantis och familjen Mantidae. Inga underarter finns listade i Catalogue of Life.